# Marc Thibault (radio)
Pour les articles homonymes, voir Marc Thibault et Thibault.
Marc Thibault est un animateur radio québécois.
Il est actuellement directeur des programmes des stations NRJ 92.1 et Rock Détente 105,3 à Drummondville. Il fut matinier sur NRJ - Drummondville. Il a été animateur du retour à la maison sur Rock Détente Sherbrooke, de nuit à Rock Détente Montréal, le matin sur CJMM Rouyn-Noranda, remplaçant à Rythme FM Montréal et animateur du retour et Week End à Z104 FM Saint-Jean-sur-Richelieu.